# Warburgina
Warburgina é um género botânico pertencente à família Rubiaceae.